# 渡辺寛 (歴史学者)
渡辺 寛（わたなべ かん、昭和18年（1943年）3月 - ）は、日本の歴史学者。皇學館大学名誉教授。香川県出身。
専門は、日本古代史（法制史・神宮史）。
法制史の分野では、律令格式、特に『類聚三代格』研究において業績をあげる。
すなわち、前田家本『類聚三代格』の検討から12巻本と20巻本の2系統が存することを指摘し、『西宮記』の記述などからその成立年代を限定、また、鼇頭標目の校訂や東北大学附属図書館狩野文庫本の発見により新訂増補国史大系本を大きく改めている。
神宮史については、特に斎宮制度の研究に成果をあげる。渡辺修の父にあたる。

## 略歴
- 昭和42年（1967年）　皇學館大学文学部国史学科卒業。
- 昭和44年（1969年）　皇學館大学大学院文学研究科修士課程国史学専攻修了。同大学助手。
- 昭和48年（1973年）　皇學館大学文学部専任講師。
- 昭和52年（1977年）　皇學館大学文学部助教授。
- 平成元年（1989年）　皇學館大学文学部教授。
- 平成22年（2010年）　皇學館大学退職。名誉教授。

## 著書

### 単著
- 『斎宮・斎内親王・斎宮寮-その成立と展開-』　皇學館大学出版部　平成23年

### 編著
- 『風土記語句索引』　皇學館大学出版部　昭和45年
- 『斎宮編年史料集(一)』　斎宮歴史博物館　平成3年
- 『斎宮編年史料集(二)』　斎宮歴史博物館　平成7年

### 共著
- 『神功皇后』　皇學館大学出版部　昭和47年
- 『菅原道真と太宰府天満宮』　吉川弘文館　昭和50年
- 『日本史の舞台2　平安の夢路をたどる』　集英社　昭和57年
- 『太宰府天満宮』　講談社　昭和60年
- 『式内社調査報告』　皇學館大学出版部
- 『幻の宮　伊勢斎宮』　朝日新聞社　平成11年
- 『斎王の道』　向陽書房　平成11年